# Partido di Villa Gesell
Il partido di Villa Gesell è un dipartimento (partido) dell'Argentina facente parte della provincia di Buenos Aires. Il capoluogo è Villa Gesell.